# سیارک ۳۳۰۵۶
سیارک ۳۳۰۵۶ (به انگلیسی: 33056 Ogunimachi، نامگذاری:1997UG15) سی و سه هزار و پنجاه و ششمین سیارک کشف شده‌است که در ۲۹ اکتبر ۱۹۹۷ کشف شد.